# 撓場
撓場（Torsion field），亦稱為扭場、軸場、自旋場、旋量場，或輕子場，是由俄羅斯科學家在1980年代提出的一種伪科学理論，認為粒子的量子自旋可以在量子自旋下輻射傳遞訊息，以比光速更快的速度傳遞資訊。

## 歷史
撓場起源於1980年代俄羅斯國家支持之非傳統技術中心，概念涉及愛因斯坦-嘉當理論和馬克士威方程組的部份變體解，但缺乏嚴謹科學基礎。研究科學家團隊由阿納托利·阿基莫夫和根納地·希普夫所領導。1991年因科學家Yevgeny Aleksandrov先前揭露該研究是欺詐、挪用政府資金，組織遭解散。俄羅斯科學部於1992年至1995年間,支助阿基莫夫和希普夫撓場的研究，1996年至1997年改由俄羅斯國防部繼續贊助，後來由國際理論與應用物理學聯合會（International Institute for Theoretical and Applied Physics，後來稱為UVITOR）的私人企業秘密支持Akimov和Shipov等人繼續秘密研究。
由於撓場研究缺乏穩固的理論基礎，不被聲譽良好之科學界認同，撓場研究者宣稱該理論有可能成為 超光速旅行（FTL）、超感官知覺（ESP）、顺势疗法、悬浮等等超常現象、另類奇蹟療法與不可解神奇事件之依據，然而種種宣稱並未獲得其他學術機構支持。

## 延伸閲讀
- Kruglyakov, Edward P.  [How Is Pseudoscience A Threat To Society?]. Proceedings of the Russian Academy of Sciences. 2004, 74 (1)  [2021-08-08]. （原始内容存档于2021-08-08） （俄语）.

## 參閲
- 蘇聯科學院
- 阿納托利·葉夫根涅維奇·阿基莫夫（俄语：Акимов, Анатолий Евгеньевич）(Akimov/Акимов)
- 根納地·伊萬諾維奇·希普夫（俄语：Шипов, Геннадий Иванович）(Shipov/Шипов)
- 葉夫根尼·鮑里索維奇·亞歷山德羅夫（俄语：Александров, Евгений Борисович）(Александров Е. Б.)
- 廣義相對論
- 量子力學

## 外部連結
- THE TORSION FIELD AND THE AURA （页面存档备份，存于）
- Gravitational torsion field - Wikiversity （页面存档备份，存于）
- US6548752B2 - System and method for generating a torsion field （页面存档备份，存于）
- Torsion Field Equation and Spinor Source
- 水晶氣場的物理本質- 撓場 （页面存档备份，存于）
- 特異功能與撓場研究爭議又一章 （页面存档备份，存于）
- 特斯拉所來不及知道的「撓場」 （页面存档备份，存于）
- YouTube上的氣與撓場
- YouTube上的What is TORSION FIELD?